# Chironomus yoshimatsui
Chironomus yoshimatsui är en tvåvingeart som beskrevs av Martin och James E. Sublette 1972. Chironomus yoshimatsui ingår i släktet Chironomus och familjen fjädermyggor. Inga underarter finns listade i Catalogue of Life.